# Plesiomma lineata
Plesiomma lineata là một loài ruồi trong họ Asilidae. Plesiomma lineata được Fabricius miêu tả năm 1781.